# Madang wi-ui a-i
Madang wi-ui a-i (titolo internazionale My Name is Pity) è un cortometraggio sudcoreano del 2008, inedito in Italia.

## Trama
Quando alla ventenne Jin-ha viene proposto di narrare la sua infanzia, lei parla del rapporto speciale che ha avuto con suo nonno. Infatti, quando aveva sei anni, il nonno la informò dell'esistenza di un mondo magico, descritto da un monaco, al quale lui credeva.